# دافنه اشبروک
دافنه اشبروک (انگلیسی: Daphne Ashbrook؛ زادهٔ ۳۰ ژانویهٔ ۱۹۶۳) یک هنرپیشه اهل ایالات متحده آمریکا است. 